# Мистель (река)
Мистель (нем. Mistel) — река в Германии, протекает по земле Бавария, речной индекс 24126. Левый приток Ротер-Майна.
Образуется в результате слияния двух небольших речек южнее Хуммельталя. Длина реки — 13,77 км. Площадь водосборного бассейна — 65,77 км². Высота истока 505 м. Высота устья 335 м.